# Station Jasionna Łowicka
Station Jasionna Łowicka is een spoorwegstation in Polen.